# Domenico della Rovere

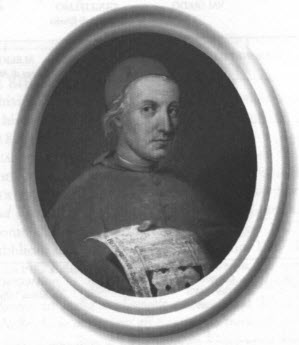
Kardinal Domenico della Rovere

Domenico della Rovere (* 1442 in Vinovo; † 22. April 1501 in Turin) war ein italienischer Kardinal der Römischen Kirche.

## Leben

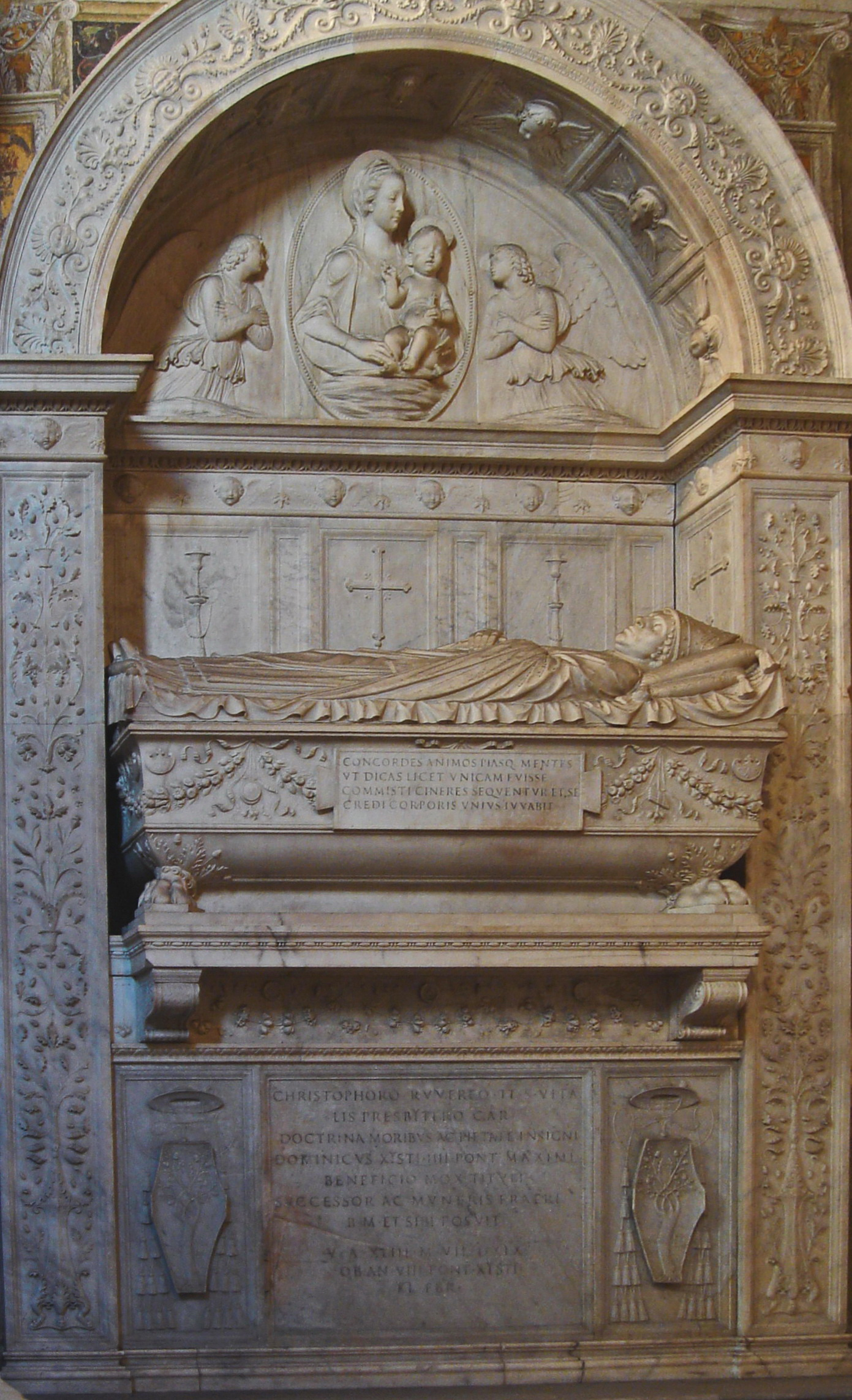
Grabmal in Santa Maria del Popolo, Rom

Der Bruder von Cristoforo della Rovere war Kanoniker am Domkapitel in Lausanne und Prior von Saint-André. Außerdem war er Auditor der Römischen Rota und Kanoniker des Kapitels des Petersdoms sowie Gouverneur des Castello Sant’Angelo in Rom.
Von seinem Verwandten, Papst Sixtus IV., gefördert, wurde er am 10. Februar 1478 zum Kardinalpriester von Santi Vitale, Valeria, Gervasio e Protasio, am 11. Februar 1478 zum Erzbischof von Tarentaise und am 24. August 1478 zum Bischof von Montefiascone ernannt. Nachdem er als Kardinalpriester am 13. August 1479 auf die Titelkirche San Clemente gewechselt war, wurde er am 19. Juli 1482 Bischof von Genf, was er jedoch bereits am 24. Juli des Jahres gegen das Bistum Turin tauschte. In seinem Heimatort Vinovo ließ er sich von Baccio Pontelli ein noch erhaltenes Palais bauen und in Rom von demselben Architekten zwischen 1480 und 1490 den Palazzo Della Rovere.
Er wurde neben seinem Bruder Kardinal Cristoforo della Rovere (1434–1478) in Rom bestattet. Später wurden seine sterblichen Überreste nach Turin überführt und in der Krypta der Kathedrale von Turin beigesetzt.

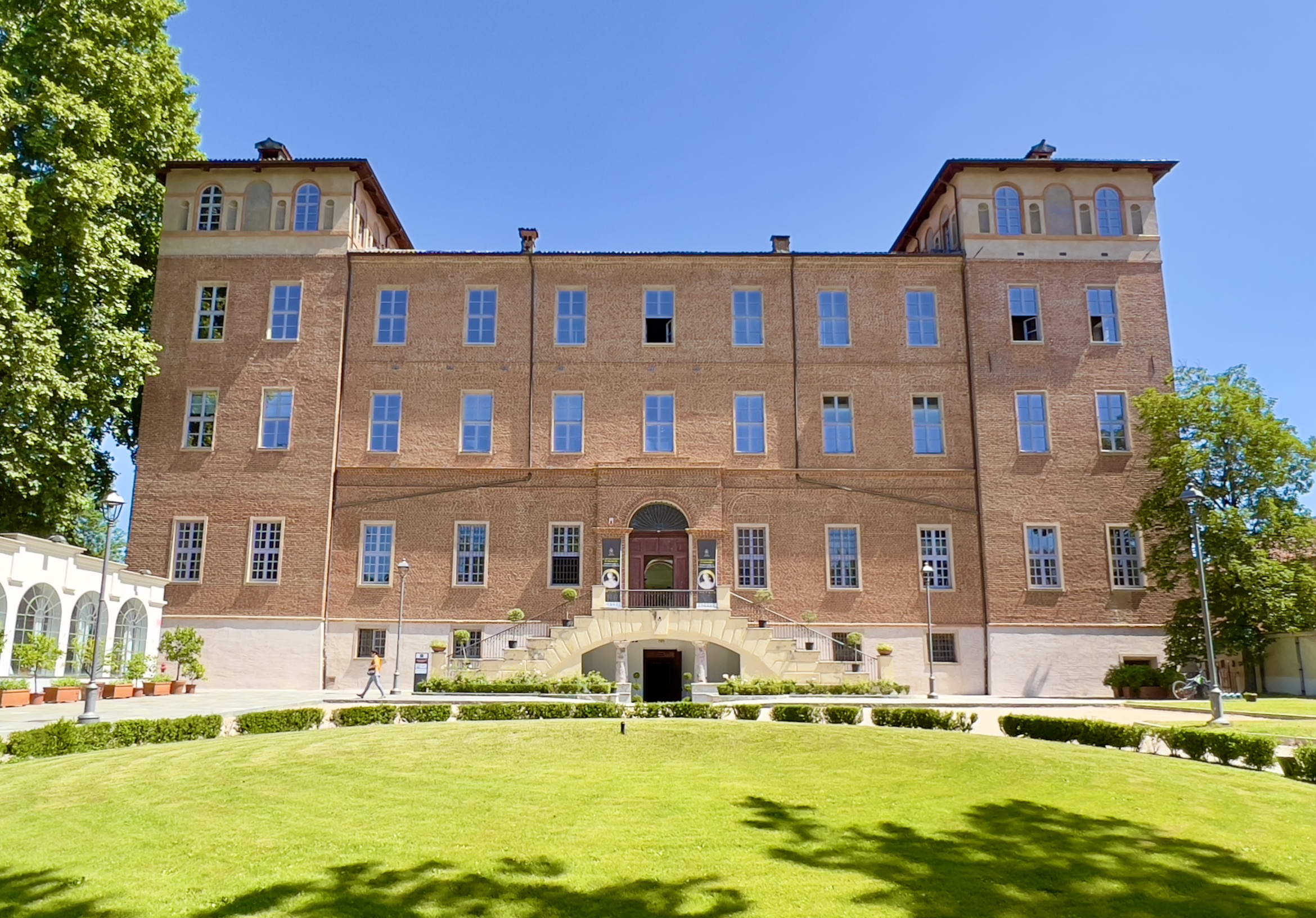
Palazzo Della Rovere in Vinovo (von Baccio Pontelli, Rom)
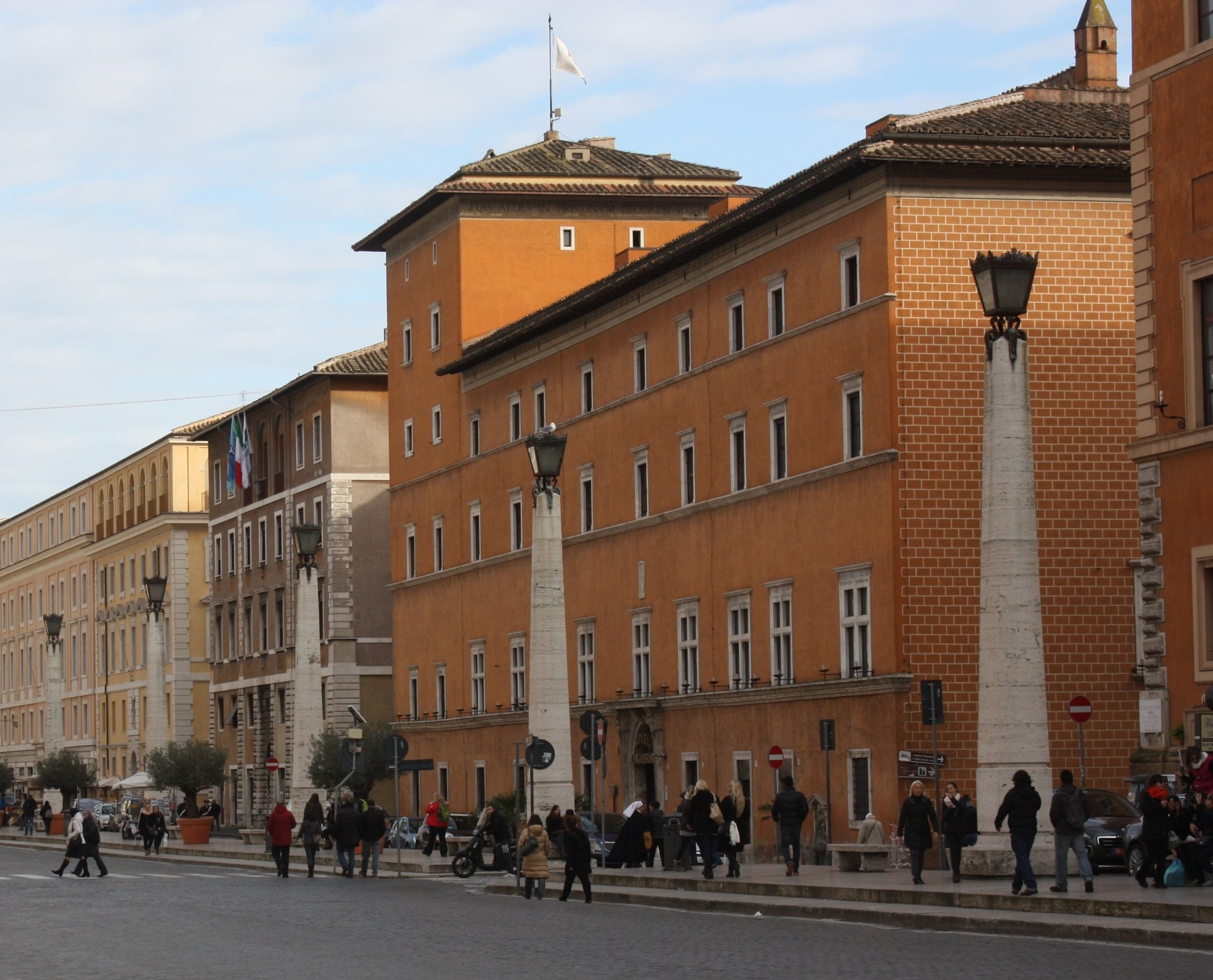
Palazzo Della Rovere in Rom